# Gesetzlicher Vertreter (Deutschland)
Der gesetzliche Vertreter ist ein Stellvertreter, dessen Vertretungsmacht nicht auf einer Vollmacht, das heißt einer durch Rechtsgeschäft erteilten Vertretungsmacht, beruht, sondern sich unmittelbar aus gesetzlichen Bestimmungen ergibt. 

## Gesetzliche Vertreter im deutschen Recht
Gesetzliche Vertreter sind beispielsweise die Eltern (oder der allein sorgeberechtigte Elternteil) für ihr minderjähriges Kind. Außerdem der Vormund, wenn den Eltern die elterliche Sorge nicht zusteht. Der Vorstand für seine Aktiengesellschaft oder seinen eingetragenen Verein, der Geschäftsführer für seine GmbH oder der Gesellschafter für die offene Handelsgesellschaft sind ebenfalls gesetzliche Vertreter.

## Vertretungserfordernis
Geschäftsunfähige (§ 104 BGB) und juristische Personen bedürfen stets eines gesetzlichen Vertreters, um am Rechtsverkehr teilzunehmen. Beschränkt Geschäftsfähige (Minderjährige ab 7 Jahren, § 106 BGB) bedürfen nach § 107 BGB zu einer Willenserklärung, durch die sie nicht nur einen rechtlichen Vorteil erlangen, der Einwilligung ihres gesetzlichen Vertreters. Ein von einem beschränkt Geschäftsfähigen ohne vorherige Einwilligung geschlossener Vertrag ist schwebend unwirksam und kann nachträglich durch Genehmigung des gesetzlichen Vertreters wirksam werden (§ 108 BGB).

## Gesetzliche Vertreter für spezielle Bereiche
Bei einer Betreuung Volljähriger ist der Betreuer innerhalb des gerichtlich festgesetzten Aufgabenkreises der gesetzliche Vertreter (§ 1815 BGB). Allerdings kann die betreute Person weiterhin selbst Rechtsgeschäfte abschließen, wenn kein Einwilligungsvorbehalt besteht (§ 1825 BGB) oder die Person nicht aus sonstigen Gründen geschäftsunfähig ist (§ 104 Nr. 2 BGB). Die Betreuerbestellung als solche hat, anders als die Entmündigung bis 1992, in Deutschland selbst keinen die Geschäftsfähigkeit beeinträchtigenden Charakter. 
Ein Pfleger ist ebenfalls gesetzlicher Vertreter im Rahmen des gerichtlich festgelegten Wirkungskreises (§§ 1909 ff. BGB, §§ 1960 ff. BGB), § 57 ZPO.
In Verwaltungsverfahren kann bei Geschäftsunfähigkeit des Beteiligten ein besonderer Vertreter für das behördliche Verfahren bestellt werden (§ 16 VwVfG; § 15 SGB X, § 81 Abgabenordnung).
Eine eingeschränkte Form der gesetzlichen Vertretung unter Eheleuten (und eingetragenen Lebenspartnern) stellt die Schlüsselgewalt nach § 1357 BGB dar, bei der ein Ehegatte mit Wirkung für den anderen Rechtsgeschäfte zur Deckung des Lebensbedarfes der Familie tätigen kann. 
Für Vertretung bei medizinischen Entscheidungen siehe Ehegattenvertretungsrecht. 